# Krasznai Lajos
Krasznai Lajos (eredeti neve: Krausz Lajos) (Budapest, 1884. július 5. - Budapest, 1965. november 20.) szobrász, oltárépítő, egyházművész.

## Életpályája
Alkotásai főleg historizáló templomokban találhatóak, melyeket az első világháború utáni katolikus megújhodási folyamat keretében építettek. Több száz alkotást hagyott hátra Budapesten és vidéken egyaránt. Stílusát nemes egyszerűség, klasszicizáló vonalak uralják.
Korában ismert és elismert művész volt, de a II. világháború utáni kommunista hatalomátvétellel párhuzamosan háttérbe szorultak a magyarországi egyházak. Krasznai műtermét államosították, megrendeléseinek csak titokban tehetett eleget, mostanra neve és alkotásai feledésbe merültek.
Több száz alkotása az ország számos városában, településén láthatóak ma is.